# Vittorio Nevano
Vittorio Nevano (* 8. März 1937 in Ariano Irpino) ist ein italienischer Dokumentarfilmer und Fernsehregisseur.
Nevano gehörte früh dem IDI und der Associazione Nazionale Autori Cinematografici (ANAC) an. Er schrieb Kritiken für Filmmagazine und gehörte zu den „Circoli del Cinema“. Als Fernsehregisseur drehte er aktuelle Beiträge für TV7 und Mixer sowie Dokumentarfilme, unter denen der mit Vincenzo Cerami und Lorenza Foschini geschriebene La fabbrica de Dio herausragt, als dessen Sprecher Alberto Sordi gewonnen werden konnte. 
Unter seinen anderen Werken finden sich Titel wie Aquerò (geschrieben von Foschini und Vittorio Messori und gedreht in Lourdes und Nevers mit Remo Girone und Franco Branciaroli als Michelangelo und Paul III Farnese), sowie für Rai 2 Il filo d'Arianna und Il coraggio della dignità. Mitte der 1990er Jahre inszenierte Nevano zwei Fernsehfilme.

## Filmografie (Auswahl)
- 1995: Das gebrochene Schweigen (Non parlo più)
- 1996: Mein Baby soll leben (A rischio d'amore)